# Apus pallidus
Apus pallidus là một loài chim trong họ Apodidae.

## Hình ảnh

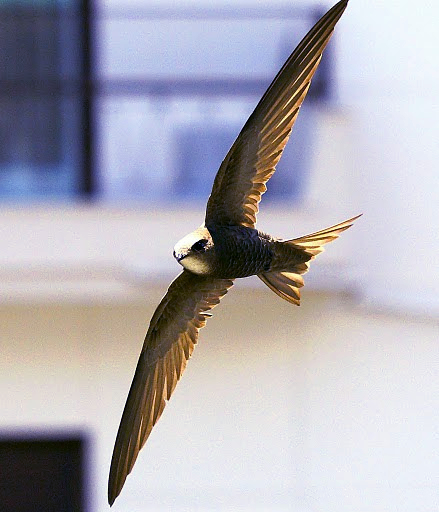
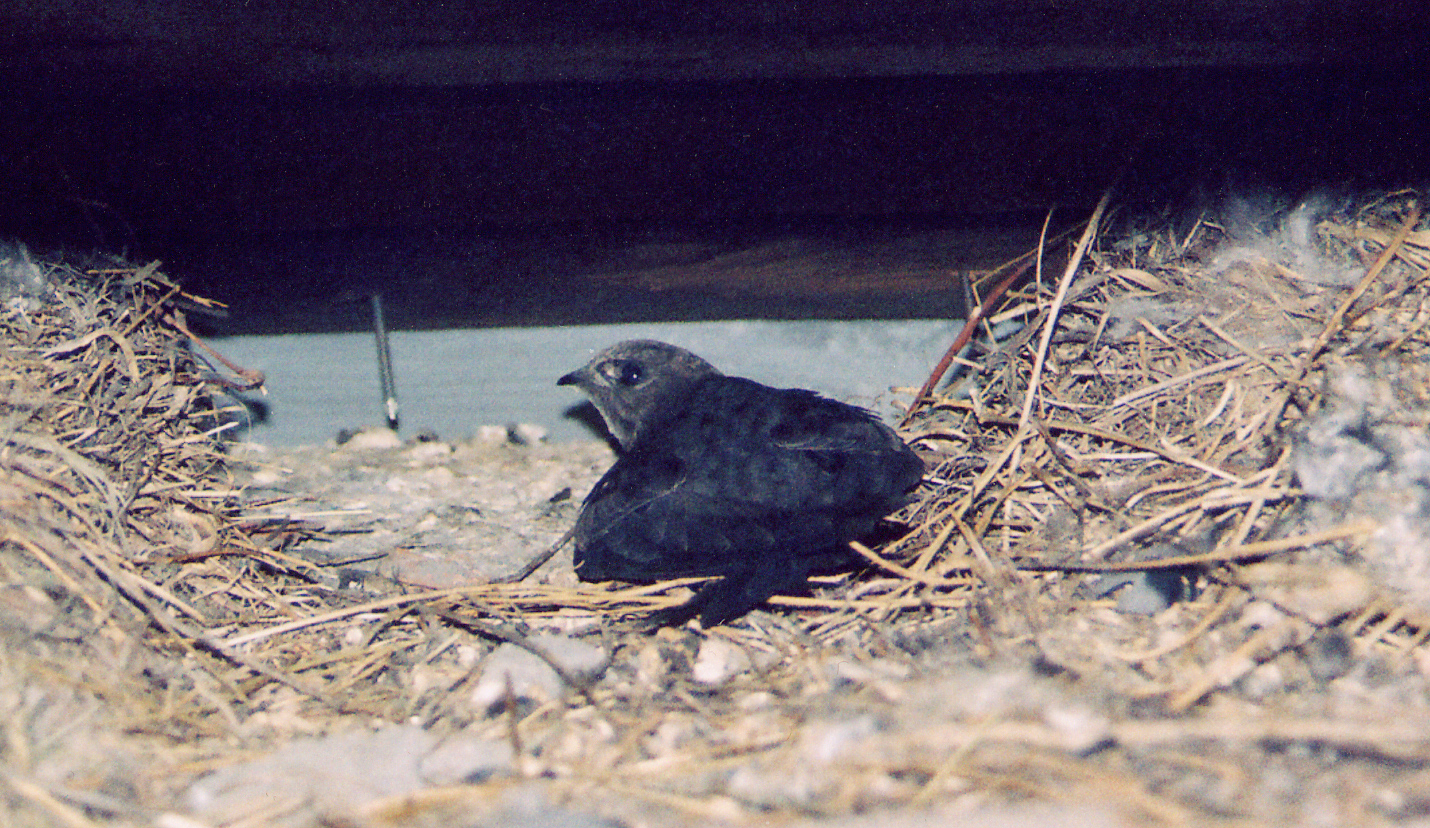
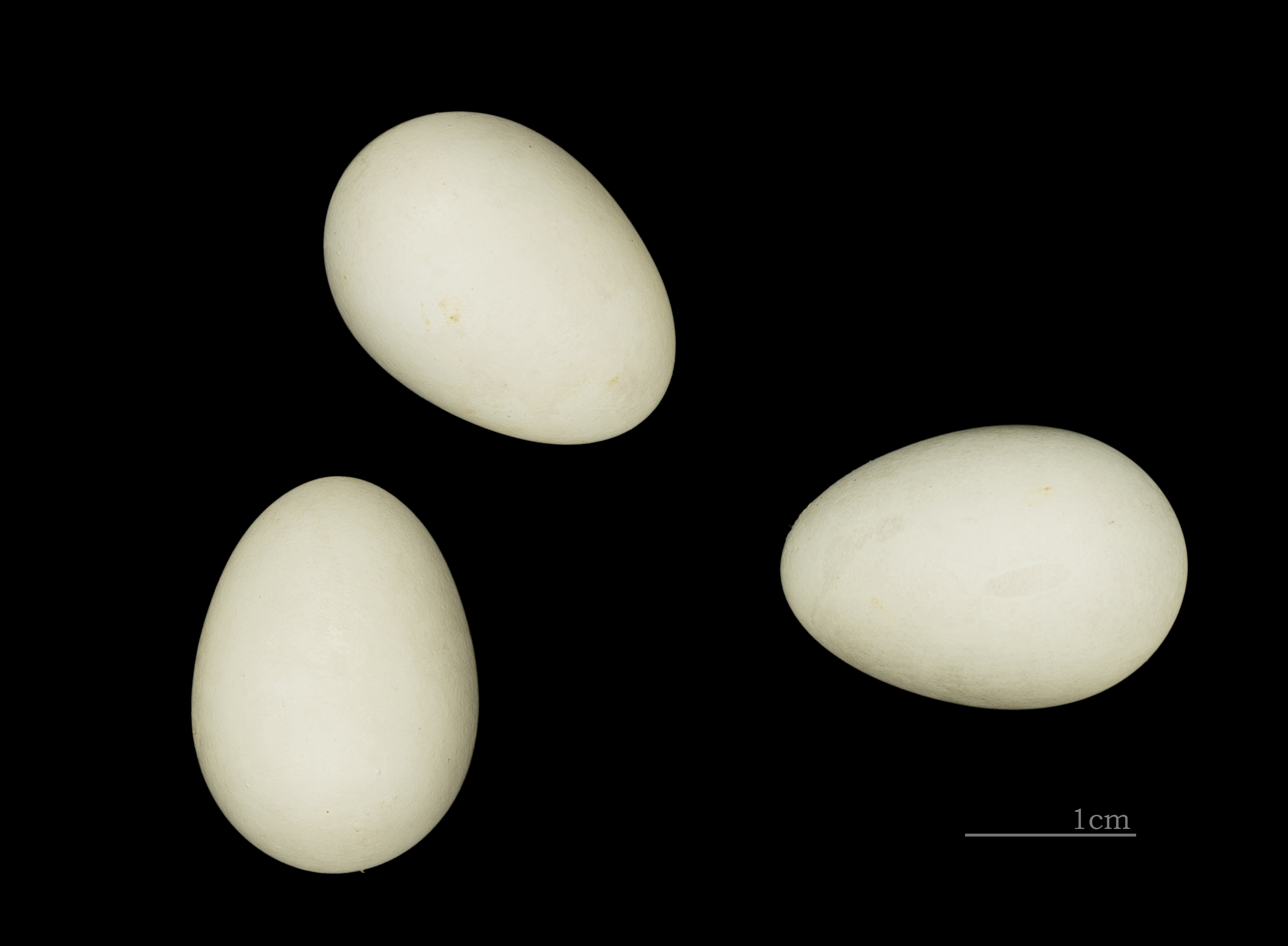